# Loricaria
Loricaria is een geslacht van straalvinnige vissen uit de familie van de harnasmeervallen (Loricariidae).

## Soorten
- Loricaria apeltogaster Boulenger, 1895
- Loricaria birindellii Thomas & Sabaj Pérez, 2010
- Loricaria cataphracta Linnaeus, 1758
- Loricaria clavipinna Fowler, 1940
- Loricaria coximensis Rodriguez, Cavallaro & Thomas, 2012
- Loricaria holmbergi
- Loricaria lata Eigenmann & Eigenmann, 1889
- Loricaria lentiginosa Isbrücker, 1979
- Loricaria lundbergi Thomas & Rapp Py-Daniel, 2008
- Loricaria nickeriensis Isbrücker, 1979
- Loricaria parnahybae Steindachner, 1907
- Loricaria piracicabae Ihering, 1907
- Loricaria pumila Thomas & Rapp Py-Daniel, 2008
- Loricaria simillima Regan, 1904
- Loricaria spinulifera Thomas & Rapp Py-Daniel, 2008
- Loricaria tucumanensis Isbrücker, 1979